# Suriname Onafhankelijk Nu
Suriname Onafhankelijk Nu was op 1 juli 1971 een protestmanefestatie in De Brakke Grond in Amsterdam.
De manifestatie viel samen met Emancipatiedag, de dag waarop de afschaffing van de slavernij wordt herdacht, en werd aangekondigd als een demonstratieve meeting. Deze vond plaats vier jaar voordat de Surinaamse onafhankelijkheid een feit werd en op een moment toen hierover nog geen politieke consensus was in Suriname. Premier Jules Sedney (PNP) vormde toen een coalitie met Jagernath Lachmon (VHP) en beiden waren geen voorstanders van onafhankelijkheid. Dit veranderde toen een groot voorstander, Henck Arron, Sedney in 1973 opvolgde.
De organisatie lag bij het Suriname-comité dat een pamflet had gedrukt in een oranjerode kleur. Hierin werd tegengesproken dat de Nederlandse regering erg gretig zou zijn, naar aanleiding van een opmerking dat "Suriname maar één kik hoefde te geven om met instemming van Den Haag onafhankelijk te zijn." Vervolgens werd een aantal beweringen gegeven die juist zouden bewijzen dat er "een voortdurende repressie van Nederlandse zijde was om het onafhankelijkheidsstreven in te dammen en te kanaliseren." Er werd onder meer beweerd dat een uitzending van 300 mariniers naar de West op 30 mei 1971 bedoeld was om daar het verzet neer te slaan, de Antilliaanse waarnemend hoofdcommissaris Sprockel in december 1970 was ontslagen, de revolutionaire schrijver R. Dobru was gekneveld, Jozef Slagveer en Rudi Kross een spreekverbod op de radio hadden gekregen en er in het Surinaamse nieuws werd gezwegen over dekolonisatie. Tijdens de vertoning van films van leden van de Surinaamse regering klonken in de zaal kreten als leugenaars en volksmisleiders. Op de muren hingen spandoeken om de eisen kracht bij te zetten en een beeltenis van Karl Marx, een grondlegger van het communisme.
Op de manifestatie kwamen twee- tot driehonderd bezoekers af, rond de een à twee procent van de in Amsterdam wonende Surinamers. Vooraan zaten aan een lange tafel vijf sprekers. Een van hen zei dat Suriname "niet veel aan Nederland te danken" had, zoals een Surinaamse minister dat had gezegd, maar Suriname driehonderd jaar had uitgebuit en dat Nederland daarvoor herstelbetalingen zou moeten doen. Een van de sprekers eiste dat kinderarbeid in Suriname zou worden afgeschaft en de feodale acties van Sticusa moesten worden stopgezet. Sticusa was de Stichting voor Culturele Samenwerking tussen Nederland, Suriname en de Nederlandse Antillen.